# ستيفن بيبي
ستيفن بيبي (بالإنجليزية: Stephen Baby)‏ هو لاعب هوكي الجليد أمريكي، ولد في 31 يناير 1980 في شيكاغو في الولايات المتحدة.

## وصلات خارجية
- ستيفن بيبي على موقع دوري الهوكي الوطني (الإنجليزية)
- ستيفن بيبي على موقع EliteProspects.com (الإنجليزية)
- ستيفن بيبي على موقع HockeyDB.com (الإنجليزية)